# Harpathele gymnognatha
Espèce
Synonymes
- Diplura gymnognatha Bertkau, 1880
- Macrothele annectens Bertkau, 1880

Harpathele gymnognatha est une espèce d'araignées mygalomorphes de la famille des Dipluridae.

## Distribution
Cette espèce est endémique de l'État de Rio de Janeiro au Brésil,. Elle se rencontre vers Petrópolis et Teresópolis.

## Description
La carapace de la femelle holotype mesure 9 mm de long sur 7,2 mm et l'abdomen 10 mm de long.
Le mâle décrit par Wermelinger-Moreira, Pedroso, Castanheira et Baptista en 2024 mesure 21,4 mm et la femelle 20,2 mm.

## Systématique et taxinomie
Cette espèce a été décrite sous le protonyme Diplura gymnognatha par Bertkau en 1880. Elle est placée dans le genre Linothele par Raven en 1985. Elle est considérée comme nomen dubium par Drolshagen et Bäckstam en 2021. Elle est considérée comme valide et placée dans le genre Harpathele par Wermelinger-Moreira, Pedroso, Castanheira et Baptista en 2024.
Macrothele annectens a été placée en synonymie par Wermelinger-Moreira, Pedroso, Castanheira et Baptista en 2024.

## Publication originale
- Bertkau, 1880 : « Verzeichniss der von Prof. Ed. van Beneden auf seiner im Auftrage der Belgischen Regierung unternommen wissenschaftlichen Reise nach Brasilien und La Plata im Jahren 1872-73 gensammelten Arachniden. » Mémoires Couronnés et Mémoires des Savants Étrangers de l'Académie Royale des Sciences, des Lettres et des Beaux-Arts de Belgique, vol. 43, p. 1-120.